# Clavatula cossignanii
Clavatula cossignanii is een slakkensoort uit de familie van de Clavatulidae. De wetenschappelijke naam van de soort is voor het eerst geldig gepubliceerd in 2004 door Ardovini.